# Kontact
Kontact es una suite de software para la suite de gestión de información personal y groupware para el entorno de escritorio KDE. 
Soporta calendarios, contactos, notas, listas to-do, noticias, y correo electrónico. Usa KParts para integrar las diversas aplicaciones (KMail, KAddressBook, Akregator, etc.) dentro de la aplicación principal.
Kontact es software libre y está liberado bajo los términos de la licencia GPL. 
Akonadi es usado como fuente de almacenamiento global de datos.

## Componentes
Kontact incluye las siguientes aplicaciones:

### Correo electrónico

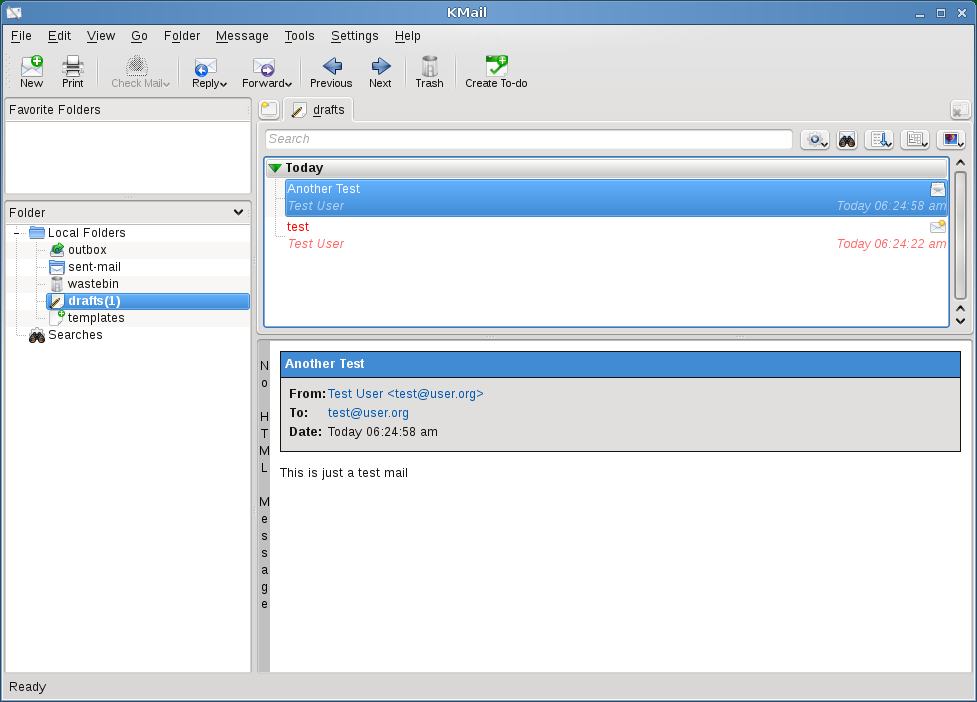
KMail utilizando la configuración predeterminada: la lista de carpetas en el lado izquierdo y el panel de vista previa por debajo de la lista de mensajes (arriba a la derecha).

KMail es un cliente de correo electrónico (MUA) para el proyecto KDE. Dispone de una interfaz modificable y se integra con las aplicaciones KDE.
KMail ofrece diversas prestaciones:
- Soporta carpetas, filtrado, visualización de correo con HTML y juegos de caracteres internacionales.
- Puede enviar correo a través de un servidor de correo y recibir correo por los protocolos POP3 o IMAP.
- Soporta cifrado OpenPGP mediante GnuPG. Y cifrado S/MIME.
- También tiene compatibilidad para filtrar mensajes de correo a través de antivirus o antispam que se encuentren instalados en el sistema.
- Plantillas de mensajes.

### Libreta de direcciones

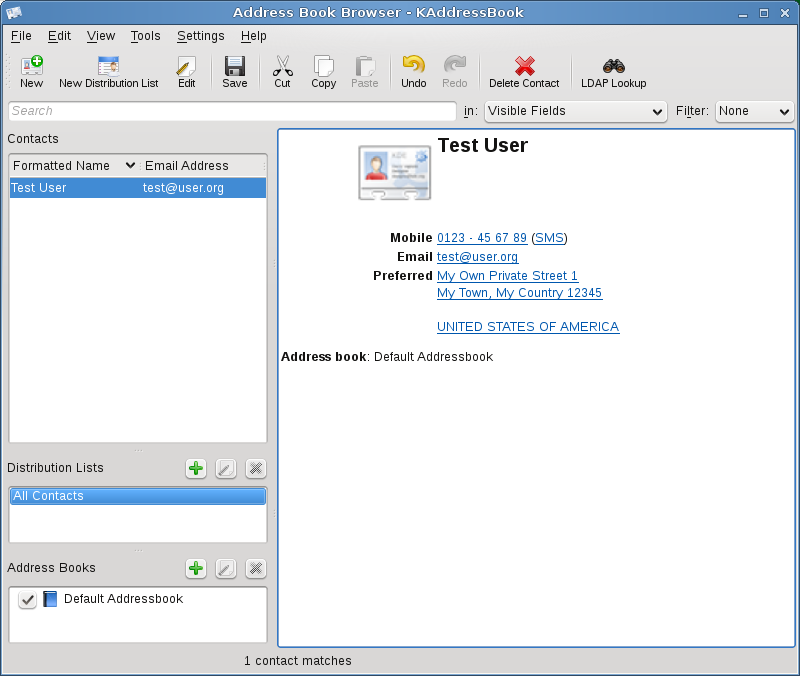
Captura de KAddressBook.

KAddressBook es un programa de gestión de contactos y direcciones (una agenda) del entorno gráfico KDE. Además de nombres, direcciones, teléfonos puede gestionar información sobre mensajería instantánea, así como informaciones especiales de criptografía para el intercambio de correos electrónicos codificados. Ofrece además la posibilidad de exportar e importar en diversos formatos. 

### Organizador

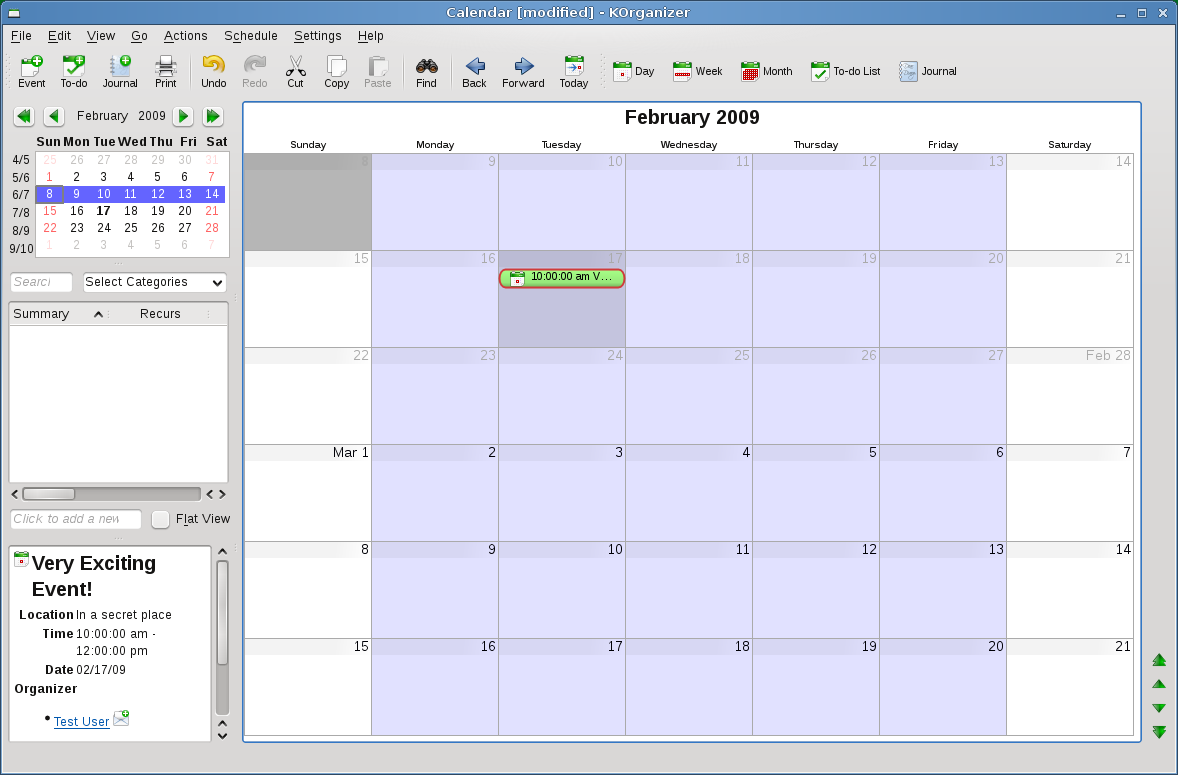
KOrganizer, vista del calendario.

KOrganizer es el programa de calendario y planificación personal del proyecto KDE.

### Agregador de noticias

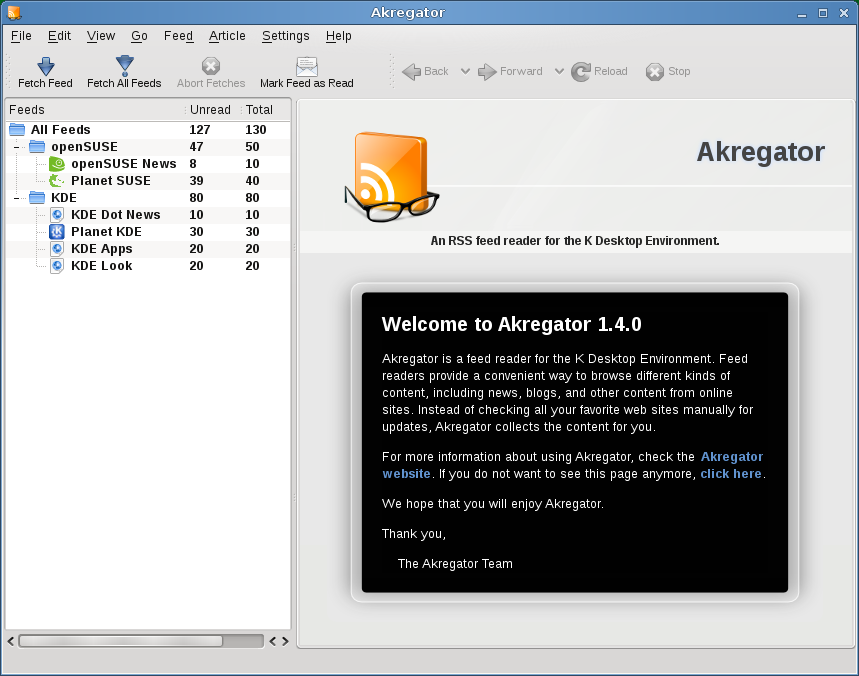
Akregator con algunos Feeds.

Akregator es un agregador de noticias libre, compatible con feeds (suministro de datos) en formato RSS y Atom. Viene en el módulo KDE PIM del entorno de escritorio KDE. Los feeds pueden ser ordenados en categorías, Akregator agregará todos los feeds de una categoría particular en una sola lista de nuevas entradas para, por ejemplo, todas las noticias en la categoría "Política" puedan ser mostrada en una lista. Tiene una característica de búsqueda incremental para los títulos de todas las entradas en su base de datos.
Akregator se puede configurar para traer los feeds dentro de intervalos regulares. El usuario también puede solicitar, manualmente traer todos los feeds, traerlos individualmente, o los de una categoría seleccionada. Soporta iconos de feeds y KHTML empotrado como un navegador web interno con pestañas. Cualquier navegador web externo también puede ser llamado.

### Cliente de noticias Usenet
KNode es un cliente de usenet del escritorio KDE.
KNode soporta múltiples servidores de protocolo NNTP, juegos de caracteres internacionales, y como todo componente de KDE PIM se integra en Kontact.

### Otros componentes
- Notes: KNotes - KDE Notes Management
- News Ticker: KNewsTicker
- Weather: KWeather
- KArm: La herramienta de control del tiempo de KDE.
- KPilot: Por ahora, se puede utilizar para sincronizar los datos con el dispositivo Pilot.
- KitchenSync: Es un marco genérico que permite sincronizar los datos con diversos computadores.